# Brücken in Marburg
Brücken in Marburg sind Brücken im Stadtgebiet des Oberzentrums Marburg in Mittelhessen. Marburg ist, bedingt durch die enge Tal-Lage – im Kernstadtgebiet westlich vom Marburger Rücken, östlich von den Lahnbergen begrenzt, mit der Lahn dazwischen – sowie durch die Verkehrsadern Main-Weser-Bahn und Bundesstraße 3 in besonderer Weise auf Brückenbauwerke angewiesen.

## Geschichte

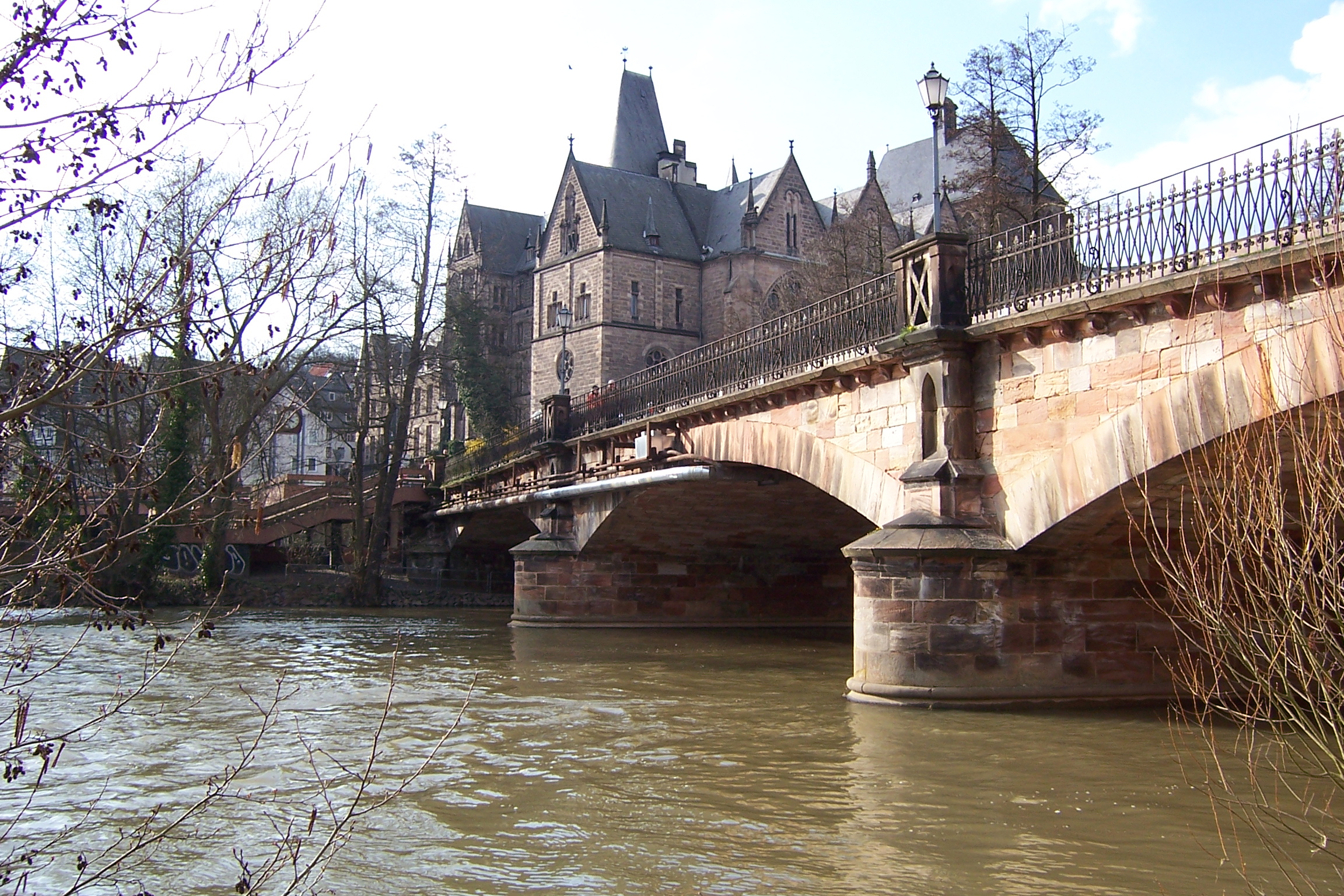
Weidenhäuser Brücke in Marburg

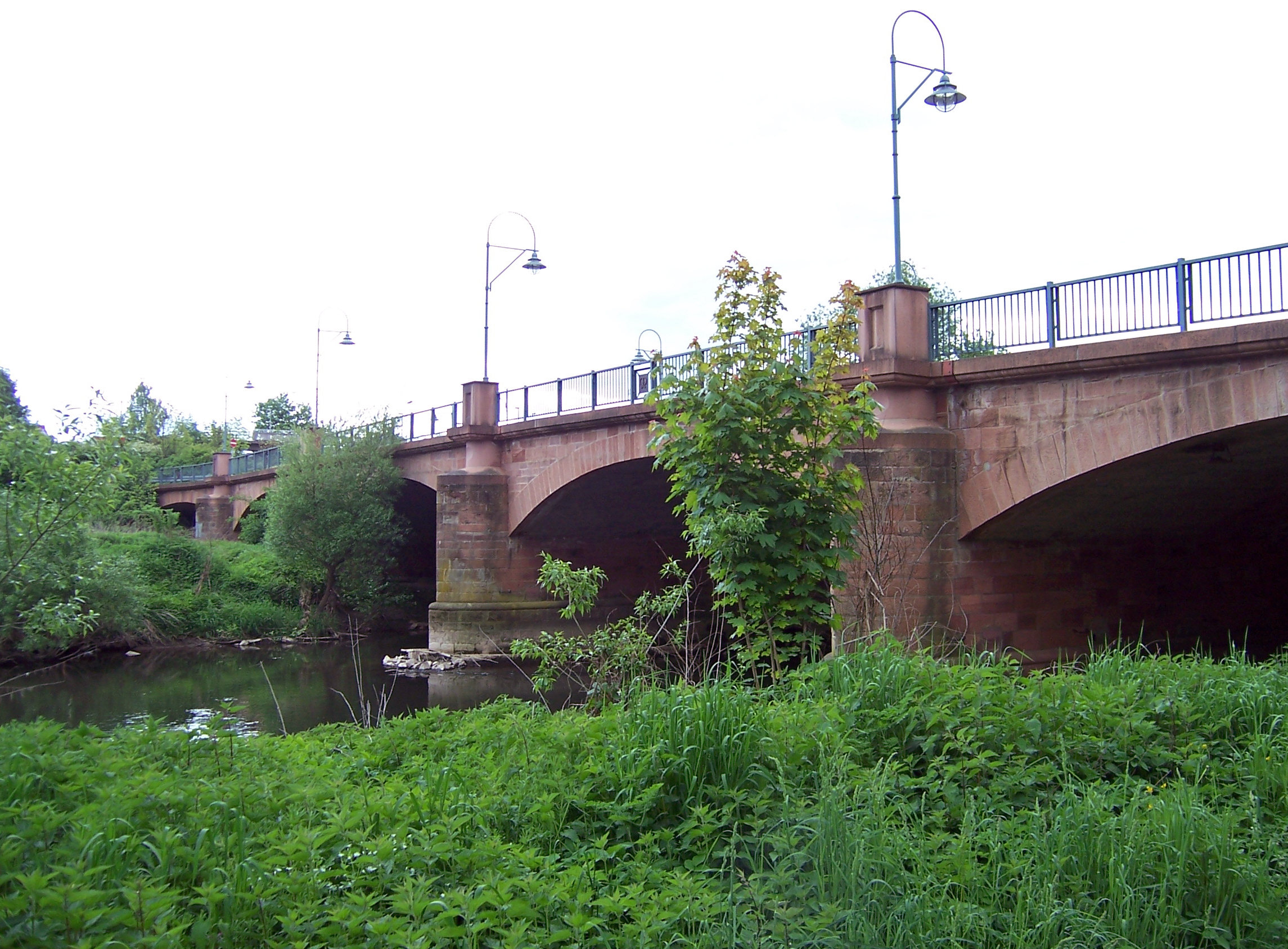
Schützenpfuhlbrücke in Marburg

Marburg lag seit der Gründung auf der rechten Lahnseite am Berghang unterhalb des Schlosses. Auf der anderen Lahnseite gab es außer dem Brückenvorort Weidenhausen keine Bebauung. Als Verbindung zu diesem Vorort gab es bereits seit dem 13. Jahrhundert eine Steinbrücke. Die nächste Flussquerung war die südlich gelegene Nehbrücke bei Argenstein. Erst ein halbes Jahrtausend später wurde im Norden der Stadt eine zweite Steinbrücke als Verbindung zur Poststraße nach Norden (Cölbe, Kassel) gebaut, die Elisabethbrücke. Und nach der Ausdehnung vom Marburg über die mittelalterlichen Stadtmauern hinaus entstand 1892 eine dritte Verbindung über die Lahn. In Richtung Süden wurde 1892 die Schützenpfuhlbrücke gebaut.

### Steinerne Brücken
Die Weidenhäuser Brücke wurde im Mittelalter auch Stadtbrücke oder Lange Brücke genannt. Genaue Entstehungsdaten sind nicht überliefert. Erste Berichte datieren aus der Mitte des 13. Jahrhunderts. Der Brücke setzten zwei Katastrophen zu. Am 10. Januar 1552 stürzte sie durch Hochwasser ein. 24 Menschen fanden den Tod. Bei einem weiteren starken Winterhochwasser wurden am 31. Dezember 1763 zwei Pfeiler weggerissen. Diese wurden durch eine Holzkonstruktion ersetzt. Erst 1892 wurde die noch heute bestehende Brücke mit vier weiteren Segmentbogen nach Plänen des Stadtbaumeisters Broeg erstellt.
Im Norden von Marburg wurde 1723 eine zweite Steinbrücke, die Elisabethbrücke, errichtet. Über sie lief die Poststraße nach Cölbe beziehungsweise Kassel. Diese Brücke wurde 1867 erneuert mit weiten Segmentbogen. Über sie führte die Bahnhofstraße als Verbindung der Stadt zu dem weit außerhalb angelegten Bahnhof der Main-Weser-Bahn, die am 3. April 1850 eingeweiht worden war. Im Verlauf der Bahnhofstraße wurden gleichzeitig zwei weitere Steinbrücken über vorhandenen Mühlgräben errichtet und die gesamte Straße einen Meter höher gelegt, um zu verhindern, dass – wie vorher oft – Hochwasser die Verbindung zum Bahnhof behindert. Seit dieser Zeit wird die Elisabethbrücke auch Bahnhofsbrücke genannt.
Eine dritte Überquerung der Lahn mit einer Steinbrücke entstand 1892 im Süden der Stadt, die Schützenpfuhlbrücke. Sie verband das neu entstandene Südviertel mit Cappel.

### Holzbrücken verkürzten die Wege

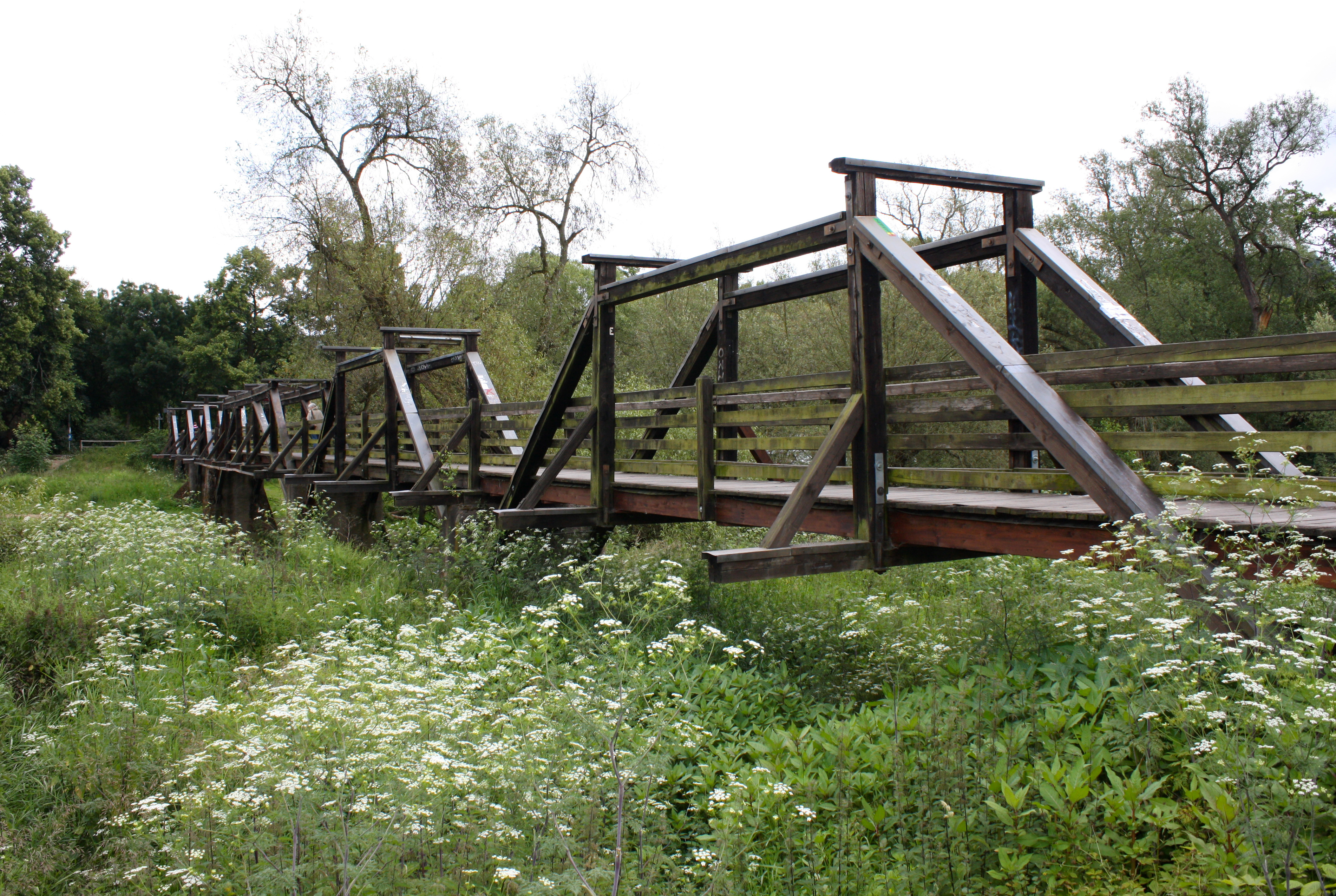
Alter Hirsefeldsteg (Neubau 2010) in Marburg

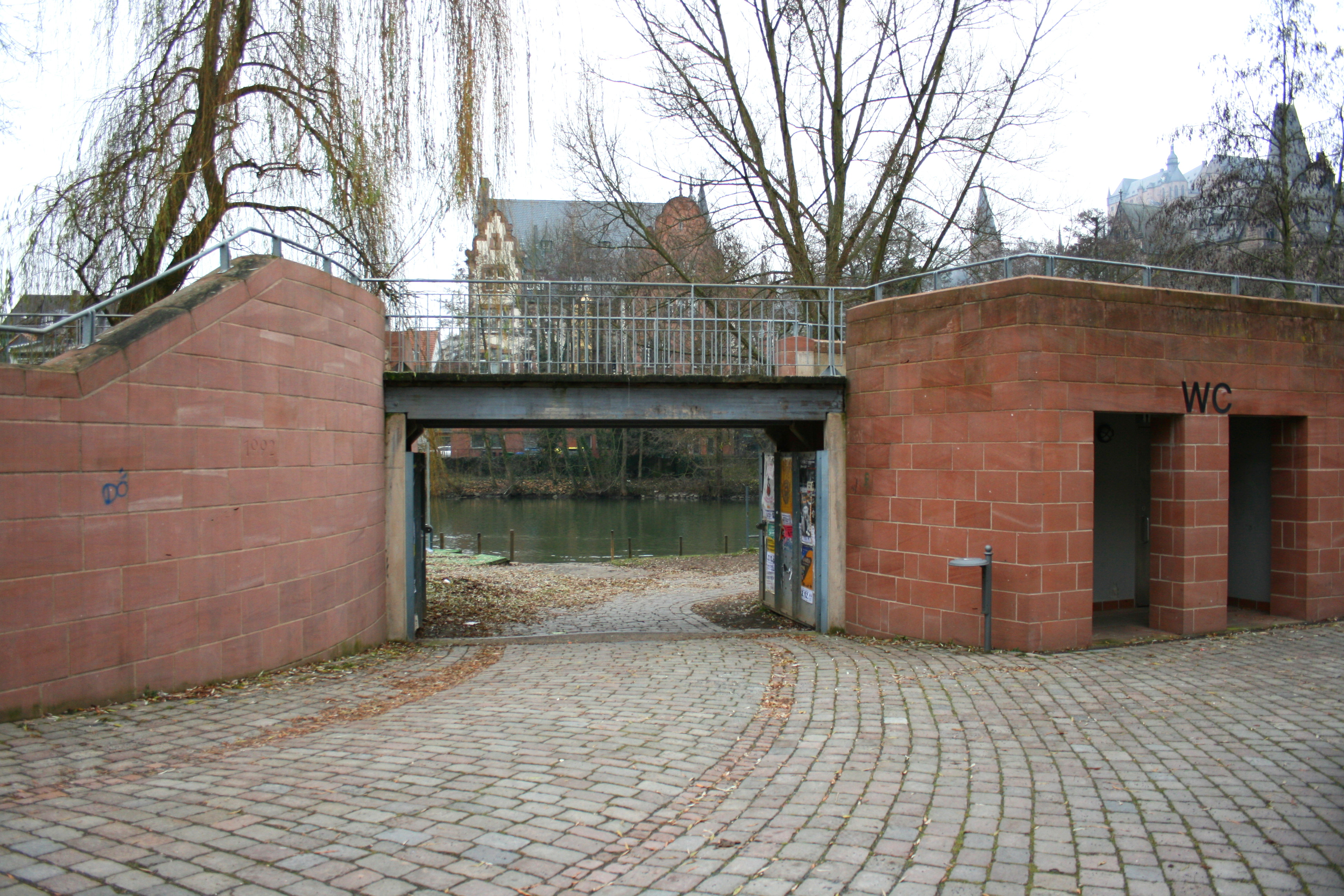

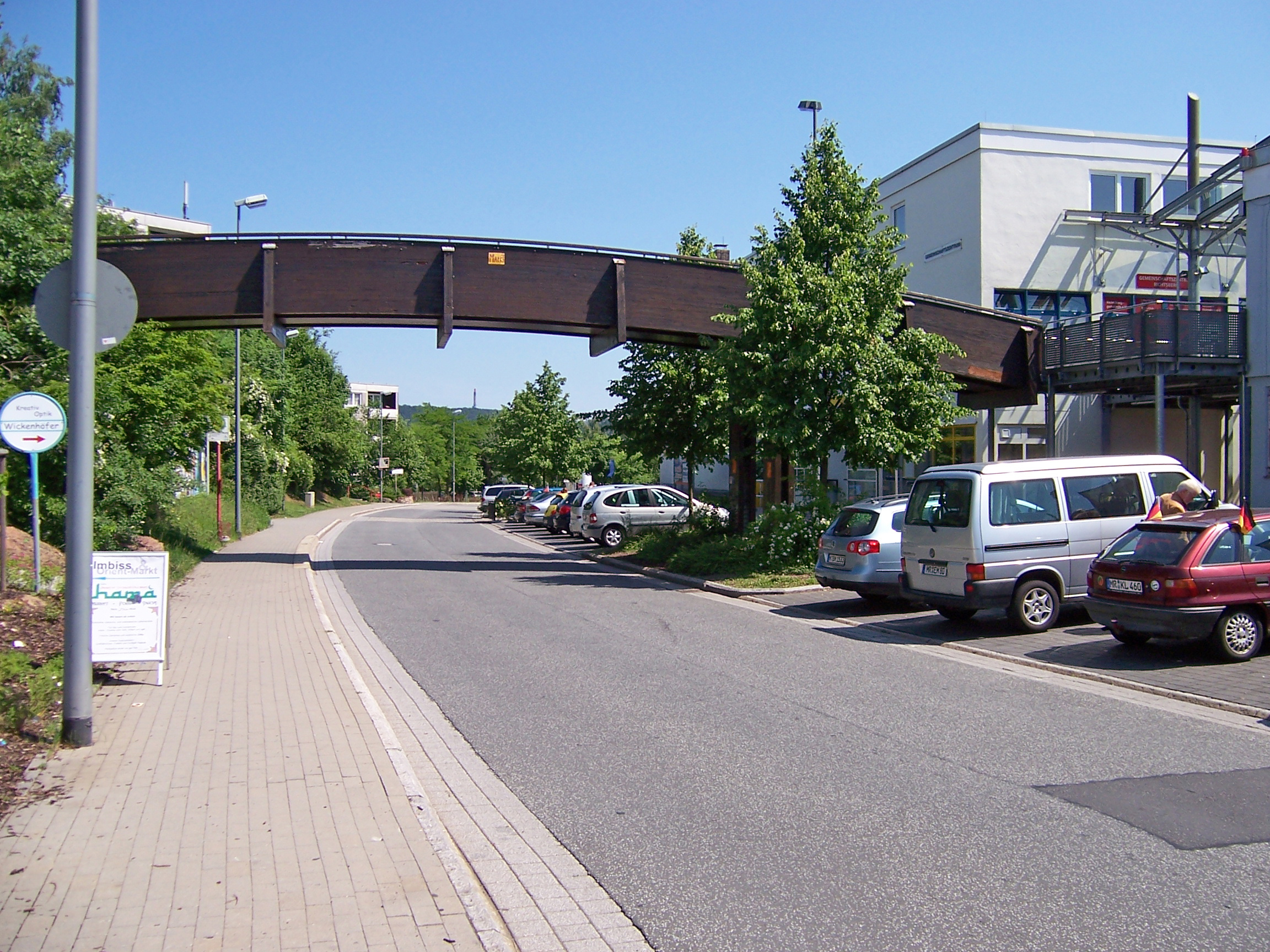
Richtsberg – „Regenbogenbrücke“ am Einkaufszentrum

Nachdem Marburg nach der Annexion von Kurhessen durch Preußen prosperierte, entstanden Stadtviertel außerhalb der Stadtmauern, jedoch vorerst nur auf der rechten Lahnseite. Um 1900 nahmen die Bürger von Marburg auch Zug um Zug von der anderen Lahnseite Besitz. Zuerst waren Kleingärten angelegt worden und Ausflugstätten entstanden (Spiegelslust, Kaiser-Wilhelm-Turm, Kalter Frosch, Hansenhaus). Um die Wege zwischen den kilometerweit auseinanderliegenden Steinbrücken zu verkürzen, wurden Holzbrücken angelegt.
Eine Holzbrücke am Ende der Rosenstraße verkürzte anfangs den Weg zur Gaststätte „Der Kalte Frosch“, der auf dem Gebiet des Afföllers lag. Daneben wurde in den 60er-Jahren des 19. Jahrhunderts eine Gasanstalt gegründet. Beide Interessenten unterhielten den Holzsteg, so dass sich dafür der Name Gaswerkbrücke etablierte. Ab 1892 übernahm die Stadt den Steg, nachdem sie Alleinbesitzer der Gasaktiengesellschaft geworden war. Der Steg bestand bis 1947. Ein Hochwasser riss den Steg mit sich. Etwa 50 Jahre später wurde an derselben Stelle ein Betonsteg errichtet, der vom neu gebauten Hotel „Rosenpark“ zu dem Parkplatz auf dem Gelände des ehemaligen Gaswerks führt und seither den Namen Rosenparkbrücke.
Anwohner des Nordviertels kämpften mehrere Jahre darum, von der Uferstraße einen Steg zum Schülerpark hin herzustellen. Erst 1908 stimmte die Stadt zu und ließ einen einfachen Holzsteg bauen. Er ging nur von Ufer zu Ufer. Bei Regenwetter oder Überschwemmungen war er unpassierbar. Erst 1933 wurde der Steg so weit verlängert, dass er bis zum Uferdamm reichte. 1946 wurde das Mittelteil des Steges von dem Jahrhunderthochwasser fortgerissen. Da er jedoch als Zugang vom Ortenberg her zu den Schulen an der Uferstraße unverzichtbar war, wurde er trotz Materialmangel wieder aufgebaut. 1971 wurde der Holzsteg durch eine Betonbrücke an gleicher Stelle ersetzt. Diese Fußgängerbrücke überspannt die Lahn, das Lahnvorland, die vierspurige B3 und den Krummbogen und endet im Schülerpark.

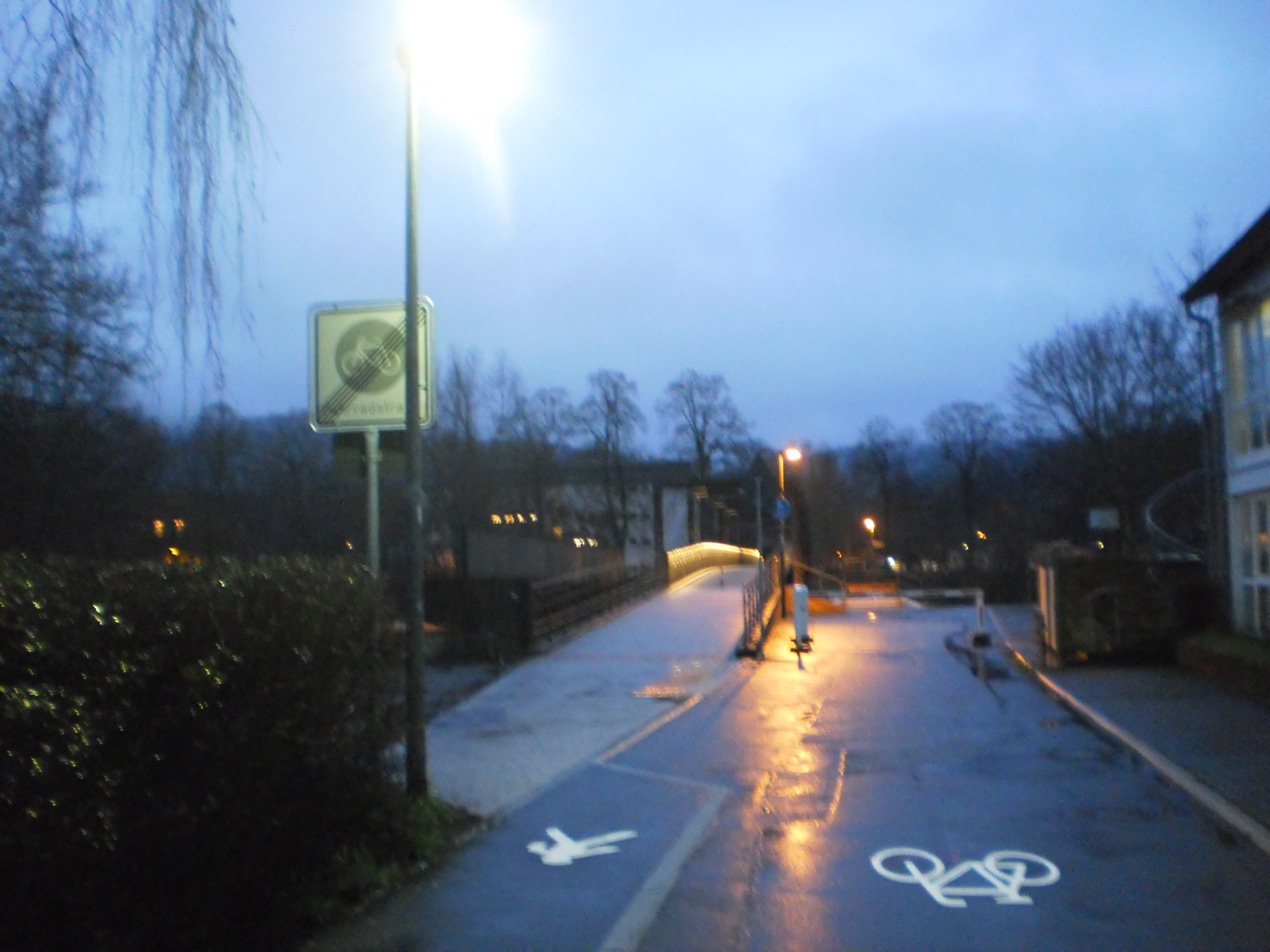
Der neue Hirsefeldsteg mit Blindenleitsystem (auf den Gehweg hinführend) am Ende der als Zubringerroute 2016 eingerichteten Fahrradstraße

Der Hirsefeldsteg wurde 1913 auf Privatinitiative errichtet. Ziel einer großzügigen Spende des Geheimrats Kurt Hensel und seiner Frau Gertrud (Hensel-Stiftung) war es, einen Volkspark auf der kleinen Lahninsel zwischen Frankfurter Straße und Hirsefeld („Auf der Weide“) anzulegen. Als Zugang zum Park von Weidenhausen her sollte ein Holzsteg dienen. Zu der Errichtung des Volksparks kam es nicht. Der Bauhof, auf der Lahninsel seit 1900 angesiedelt, blieb bestehen. Doch der Steg wurde gebaut. Bauherr war der Marburger Spar- und Bauverein. Besonders intensiv hatte sich Professor André für den Bau eingesetzt. Da er lange Zeit keine Funktion hatte – auf der anderen Lahnseite gab es nur landwirtschaftlich genutzte Flächen –, sollte er wieder abgerissen werden. Er verursachte Kosten mit Ersatz von Balken und Anstrich mit Carbolineum. Zudem hatte Oberbürgermeister Troje zur Hochwassersicherung von Weidenhausen einen höheren Damm anlegen lassen. Dieser war etwa 25 Meter zurückverlegt worden. Damit endete der Hirsefeldsteg im Lahnvorland. Eine Treppe behinderte die Bürger, die mit ihren Handwagen in Richtung ihrer Kleingärten an der Cappeler Straße fuhren.
Ab dem Jahr 1924 war der Bestand des knapp hundert Meter langen Steges gesichert. Auf dem Hirsefeld entstand das Universitätsstadion und eine DJH-Jugendherberge. Der Zugang vom Süden der Stadt führte über den Steg. 1928 kam noch der Bau des Sommerbades hinzu. Seine Breite von nur 1,50 Meter wurde schon vor dem Jahr 2000 so stark bemängelt, dass ein Neubau gefordert wurde. Dieser Neubau mit 3,50 Meter Breite gelang im Jahr 2010. Obwohl der Steg in der Zwischenzeit als Kulturdenkmal eingestuft worden war, wurde sein Abriss genehmigt, der neue verbreiterte Steg beleuchtet, die Zubringerstraße 'Auf der Weide' als Fahrradstraße beschildert und der Zugang auf dem gegenüberliegenden Lahnufer am Trojedamm mit einem Blindenleitsystem quer zum Lahntalradweg versehen.

### Nicht mehr vorhandene Brücken
Nach der Einrichtung von Kleingärten im Bereich des Sommerbades wurde der Wunsch laut, eine kurze Verbindung vom Bückingsdamm über die Lahn zu diesem Gebiet zu erhalten. 1933 bauten Pioniere der SA einen leichten Holzsteg, der von Ufer zu Ufer reichte und über den man zur anderen Lahnseite gelangen konnte. Eine Abteilung eines Pionierbataillons aus Hann. Münden errichtet dann im Juli 1937 einen verlängerten Steg, der vom Bückingsdamm bis zum Krummbogen (damals „Hindenburg-Ring“) führte. Auch dieser so genannte Pioniersteg wurde vom Jahrhunderthochwasser 1946 weggerissen und bis heute nicht wieder aufgebaut.

### Weitere Marburger Brücken seit der Nachkriegszeit

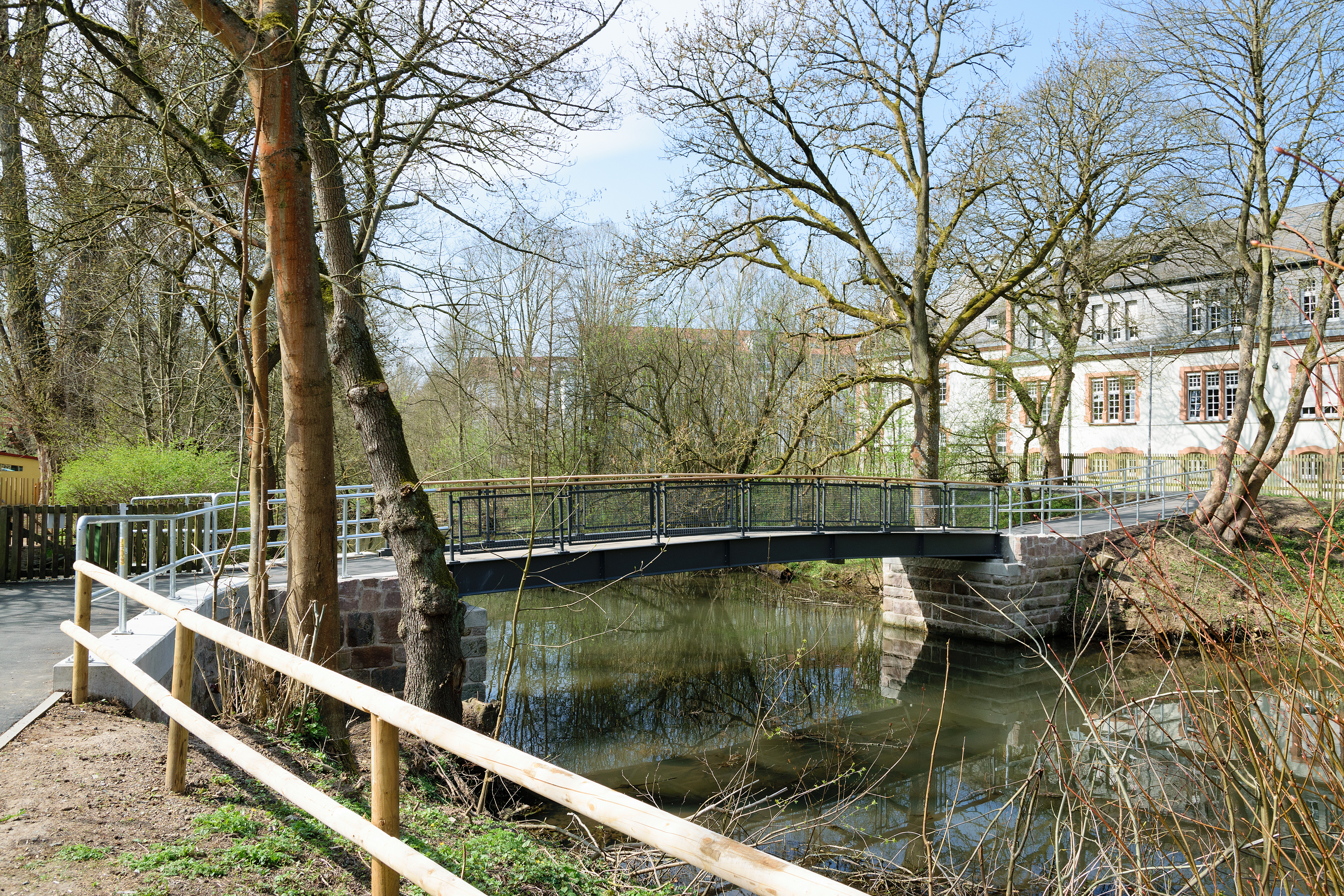
Neuer Mühlgrabensteg

Ab den 1970er-Jahren wurden weitere Überquerungen über die Lahn gebaut. Die Konrad-Adenauer-Brücke (vierspurige Betonbrücke) verbindet das Südviertel (Schwanallee/Gisselberger Straße) mit Überquerung der Lahn und der Main-Weser-Bahn mit der Großseelheimer Straße. Zwei Fußgängerbrücken über die Lahn im Bereich des Biegenviertels dienen als Überwege zur Mensa.
Neben den Lahnbrücken gibt es eine Vielzahl weiterer Brücken, die im Wesentlichen die Schienen-, Straßen- und den nicht motorisierten Verkehr entflechten. Hervorzuheben sind eine Reihe von Gebäudebrücken, von denen die Ältesten zum Marburger Schloss gehören, andere – wie der überdachte Steg vom Pilgrimstein-Parkhaus zur Oberstadt – die der Topographie Marburgs geschuldet sind.
- Ortenbergsteg
- Kurt-Schumacher-Brücke
- Adolf-Reichwein-Steg

## Listen
Nachfolgend werden Marburger Brücken tabellarisch aufgeführt.

### Lahnbrücken
(von Norden kommend)
| Name                            | Lage | Art                                                         | Straße / Bahnstrecke                             | Fertig- stellung | Bemerkungen | Bild |
| ------------------------------- | ---- | ----------------------------------------------------------- | ------------------------------------------------ | ---------------- | --- | ---- |
| Lahnbrücke Wehrda               |      | zweispurige Straßenbrücke                                   | K 82 (Cölber Straße)                             |                  | Verbindung zwischen Wehrda und dem zugehörigen Einkaufszentrum                                                             |      |
| Unisport-(am Wehrdaer Weg)      |      | Fußgängerbrücke                                             | Wehrdaer Weg                                     |                  | Nach langjähriger Sperrung 2009 abgerissen                                                                                 |      |
| Rosenparkbrücke / Gaswerkbrücke |      | Fußgänger-/Radfahrerbrücke                                  | Am Rosenpark                                     |                  | Die Brücke verbindet die Nordstadt mit dem Afföller                                                                        |      |
| Elisabethbrücke                 |      | vierspurige Straßenbrücke                                   | L 3092 (Bahnhofsstraße)                          |                  | wichtige Veloroute zum Bahnhof mit Anbindung an die Radwege unter der Brücke (am Ostufer nördlich Rampe zum Lahntalradweg) |      |
| Schülerparksteg Stroinsky-Steg  |      | Fußgänger-/Radfahrerbrücke                                  | B3a                                              |                  | überspannt neben Lahn auch die B3, keine Anbindung an Lahntalradweg                                                        |      |
| Wolfgang-Abendroth-Brücke       |      | Fußgänger-/Radfahrerbrücke                                  |                                                  |                  | benannt nach Wolfgang Abendroth                                                                                            |      |
| Luisa-Haeuser-Brücke            |      | Fußgänger-/Radfahrerbrücke                                  | zwischen Erlenring (Uni-Mensa) und Biegenstrasse |                  | in Sichtweite der Weidenhäuser Brücke (im Bild: die Alte Universität)                                                      |      |
| Weidenhäuser Brücke             |      | dreispurige Straßenbrücke                                   |                                                  |                  | Vollsperrung im Jahr 2018 für alle Verkehrsarten mit Totalsanierung                                                        |      |
| Neuer Hirsefeldsteg             |      | Fußgänger-/Radfahrerbrücke                                  | Auf der Weide / Trojedam                         | 12/2010          | Bauwerkslänge: 85 m Objektplanung: vogels/architekten                                                                      |      |
| Konrad-Adenauer-Brücke          |      | vierspurige Straßenbrücke mit beidseitigem Fuß- und Radweg; |                                                  |                  | überquert zudem den Lahntalradweg, die B 3 (hinter bewachsener Lärmschutzwand) und die Bahn                                |      |
| Schützenpfuhlbrücke             |      | dreispurige Straßenbrücke mit einseitigem Fuß- und Radweg   |                                                  |                  | am Brückenende beginnt der Karl-Theodor-Bleek-Steg                                                                         |      |
| Karl-Theodor-Bleek-Steg         |      | Fußgänger-/Radfahrerbrücke                                  |                                                  |                  | am Südbahnhof (quert B3 und Main-Weser-Bahn, führt zur Querung über die Lahn)                                              |      |
| Lahnbrücke Südspange (B255)     |      | dreispurige Straßenbrücke mit einseitigem Fuß- und Radweg   |                                                  |                  | neben der Brücke über die Lahn gibt es an der Auffahrt auf die B3 weitere Brücken                                          |      |
| Eisenbahnbrücke Gisselberg      |      | Eisenbahnbrücke                                             |                                                  |                  | |      |
| Lahnbrücke Gisselberg (B3a)     |      | Straßenbrücke                                               |                                                  |                  | |      |

### Gebäudebrücken
| Bezeichnung                                                                    | Lage | Bauart | Gebäudeteile                                          | Fertig- stellung | Bemerkungen | Bild |
| ------------------------------------------------------------------------------ | ---- | ------ | ----------------------------------------------------- | ---------------- | ----------- | ---- |
| Brücke mit Galerie                                                             |      |        | Marburger Schloss, zwischen Leutehaus und Wilhelmsbau |                  |             |      |
| Doppelbrücke mit Sakristei                                                     |      |        | Marburger Schloss zwischen Leutehaus und Kapelle      |                  |             |      |
|                                                                                |      |        | Pilgrimstein-Parkhaus und Oberstadt                   |                  |             |      |
| Steg zwischen den Aufzügen zweier Geschäftshäuser (Pilgrimstein und Reitgasse) |      |        | Marburger Mitte und Oberstadt                         |                  |             |      |
| Gebäudebrücke Stiefelgasse                                                     |      |        |                                                       |                  |             |      |